# Платинанеодим
Платинанеодим — бинарное неорганическое соединение
платины и неодима
с формулой NdPt,
кристаллы.

## Получение
- Сплавление стехиометрических количеств чистых веществ:

{\displaystyle {\mathsf {Pt+Nd\ {\xrightarrow {1535^{o}C}}\ NdPt}}}

## Физические свойства
Платинанеодим образует кристаллы
ромбической сингонии,
пространственная группа P nma,
параметры ячейки a = 0,6810 нм, b = 0,4417 нм, c = 0,5479 нм, Z = 4,
структура типа борида железа FeB
.
Соединение конгруэнтно плавится при температуре 1535°С .